# Le Prodige (film, 2014)
Pour les articles homonymes, voir Le Prodige.
Pour plus de détails, voir Fiche technique et Distribution.
Le Prodige (Pawn Sacrifice) est un film biographique américain réalisé par Edward Zwick et sorti en 2014. Il évoque la vie du champion d'échecs Bobby Fischer.
Il est présenté en avant-première au festival international du film de Toronto 2014.

## Synopsis
En 1972, le champion d'échecs américain Bobby Fischer participe au championnat du monde à Reykjavik. Il accède facilement à la finale contre le Russe Boris Spassky. En pleine Guerre froide, le contexte est tendu entre les États-Unis et l'URSS. De plus, en pleine paranoïa, Bobby Fischer est persuadé d'être la cible d'écoutes et d'espionnage.

## Fiche technique
- Titre original : Pawn Sacrifice
- Titre français et québécois : Le Prodige
- Réalisation : Edward Zwick
- Scénario : Steven Knight, d'après une histoire de Steven Knight, Stephen J. Rivele et Christopher Wilkinson
- Musique : James Newton Howard
- Direction artistique : Lisa Clark
- Décors : Isabelle Guay
- Costumes : Renée April
- Photographie : Bradford Young
- Son : Louis Marion
- Montage : Steven Rosenblum
- Production : Gail Katz (en) et Tobey Maguire
- Sociétés de production : Gail Katz Productions, MICA Entertainment, Material Pictures, PalmStar Media, en association avec PenLife Media
- Société de distribution : Bleecker Street Media (États-Unis), Metropolitan Filmexport (France)
- Pays de production :  États-Unis
- Langues originales : anglais, russe
- Format : couleurs et noir et blanc - 2.35:1 - 16 mm / 35 mm
- Genre : drame biographique
- Durée : 114 minutes[1]
- Dates de sortie[2] : 
  - Canada : 11 septembre 2014 (festival de Toronto)
  - France : 16 septembre 2015
  - États-Unis : 25 septembre 2015

## Distribution
- Tobey Maguire (VF : Damien Witecka) : Bobby Fischer
- Liev Schreiber (VF : Thierry Hancisse) : Boris Spassky
- Lily Rabe (VF : Rebecca Benhamour) : Joan Fischer, la sœur de Bobby
- Peter Sarsgaard (VF : Xavier Fagnon) : le prêtre Bill Lombardy
- Robin Weigert (VF : Josiane Pinson) : Regina Fisher, la mère de Bobby
- Michael Stuhlbarg (VF : Gérard Darier) : Paul Marshall
- Brett Watson (VF : Renaud Marx) : Lothar Schmid
- Evelyne Brochu (VF : Diane Dassigny) : Donna
- Igor Ovadis : le propriétaire d'une librairie russe
- Andreas Apergis : l'oncle Paul
- Conrad Pla (en) : Carmine Nigro
- Seamus Davey-Fitzpatrick : Bobby Fischer, adolescent
- Aiden Lovekamp : Bobby Fischer, enfant

 Source et légende : version française (VF) sur RS Doublage et AlloDoublage

## Production
En 2009, le scénario a figuré sur la fameuse Black List qui recense les scénarios en attente de production. David Fincher a été un temps attaché à la réalisation,. Les producteurs  Tobey Maguire et Gail Katz demandent à Steven Knight d'écrire le scénario. Gail Katz déclare « Il a écrit un script qui décoiffe. Il a réussi un brillant équilibre entre la politique de la Guerre froide et les drames personnels ». Stephen J. Rivele et Christopher Wilkinson participent également à l'écriture.
Le tournage a eu lieu en Islande (notamment à Reykjavik), au Canada (à Montréal) et à Los Angeles. Edward Zwick et son directeur de la photographie Bradford Young ont choisi de tourner en utilisant différents supports : « Nous avons tourné environ 80 % du film en numérique mais nous avons également utilisé de la pellicule. Nous avons tourné en Super 16, en Bolex, en noir et blanc et en inversible. Nous avons procédé ainsi pour restituer les différentes époques du film qui se déroule sur une longue durée. Nous nous sommes dit que nous serions plus proches de la réalité si nous nous servions des mêmes pellicules qu'à l'époque où le film est censé se dérouler. »

## Distinctions
- Young Artist Awards : meilleure performance d'un jeune acteur de 13 ans ou moins dans un film pour Aiden Lovekamp[9]
- Festival international du film de Toronto 2014 : sélection « Gala Presentations »